# Paratrichius circularis
Paratrichius circularis är en skalbaggsart som beskrevs av Ma 1990. Paratrichius circularis ingår i släktet Paratrichius och familjen Cetoniidae. Inga underarter finns listade i Catalogue of Life.